# إيك هاريس
إيك هاريس (بالإنجليزية: Ike Harris)‏ هو لاعب كرة قدم أمريكية أمريكي، ولد في 27 نوفمبر 1952 في ويست ممفيس في الولايات المتحدة.

## وصلات خارجية
- إيك هاريس على موقع مرجع كرة القدم المحترفة.كوم (الإنجليزية)